# تيلينغ
تيلينغ (بالصينية: 铁岭市 )‏ هي مدينة على مستوى محافظة، في جمهورية الصين الشعبية، تتبع لياونينغ، تبلغ مساحتها 12,966 كيلومتر مربع، رمزها البريدي هو 112700.

## المناخ
يظهر الجدول التالي التغييرات المناخية على مدار السنة لتيلينغ:
| البيانات المناخية لـتيلينغ                  | البيانات المناخية لـتيلينغ | البيانات المناخية لـتيلينغ | البيانات المناخية لـتيلينغ | البيانات المناخية لـتيلينغ | البيانات المناخية لـتيلينغ | البيانات المناخية لـتيلينغ | البيانات المناخية لـتيلينغ | البيانات المناخية لـتيلينغ | البيانات المناخية لـتيلينغ | البيانات المناخية لـتيلينغ | البيانات المناخية لـتيلينغ | البيانات المناخية لـتيلينغ | البيانات المناخية لـتيلينغ |
| الشهر                                       | يناير                      | فبراير                     | مارس                       | أبريل                      | مايو                       | يونيو                      | يوليو                      | أغسطس                      | سبتمبر                     | أكتوبر                     | نوفمبر                     | ديسمبر                     | المعدل السنوي              |
| ------------------------------------------- | -------------------------- | -------------------------- | -------------------------- | -------------------------- | -------------------------- | -------------------------- | -------------------------- | -------------------------- | -------------------------- | -------------------------- | -------------------------- | -------------------------- | -------------------------- |
| متوسط درجة الحرارة الكبرى °م (°ف)           | −5.9 (21.4)                | −1.1 (30.0)                | 6.5 (43.7)                 | 16.6 (61.9)                | 23.3 (73.9)                | 27.6 (81.7)                | 28.9 (84.0)                | 28.2 (82.8)                | 23.8 (74.8)                | 15.9 (60.6)                | 5.0 (41.0)                 | −3.0 (26.6)                | 13.8 (56.9)                |
| المتوسط اليومي °م (°ف)                      | −11.8 (10.8)               | −7.0 (19.4)                | 1.0 (33.8)                 | 10.6 (51.1)                | 17.3 (63.1)                | 22.1 (71.8)                | 24.3 (75.7)                | 23.2 (73.8)                | 17.5 (63.5)                | 9.9 (49.8)                 | −0.2 (31.6)                | −8.3 (17.1)                | 8.2 (46.8)                 |
| متوسط درجة الحرارة الصغرى °م (°ف)           | −17.0 (1.4)                | −12.3 (9.9)                | −4.2 (24.4)                | 4.7 (40.5)                 | 11.5 (52.7)                | 16.9 (62.4)                | 20.3 (68.5)                | 19.0 (66.2)                | 12.1 (53.8)                | 4.5 (40.1)                 | −4.8 (23.4)                | −13.0 (8.6)                | 3.1 (37.7)                 |
| الهطول مم (إنش)                             | 5.9 (0.23)                 | 6.4 (0.25)                 | 18.3 (0.72)                | 36.8 (1.45)                | 49.9 (1.96)                | 88.6 (3.49)                | 178.7 (7.04)               | 163.1 (6.42)               | 60.9 (2.40)                | 34.9 (1.37)                | 18.0 (0.71)                | 9.0 (0.35)                 | 670.5 (26.39)              |
| متوسط الرطوبة النسبية (%)                   | 60                         | 54                         | 49                         | 47                         | 52                         | 64                         | 78                         | 79                         | 69                         | 61                         | 59                         | 61                         | 61                         |
| المصدر: China Meteorological Administration |                            |                            |                            |                            |                            |                            |                            |                            |                            |                            |                            |                            |                            |

## معرض صور

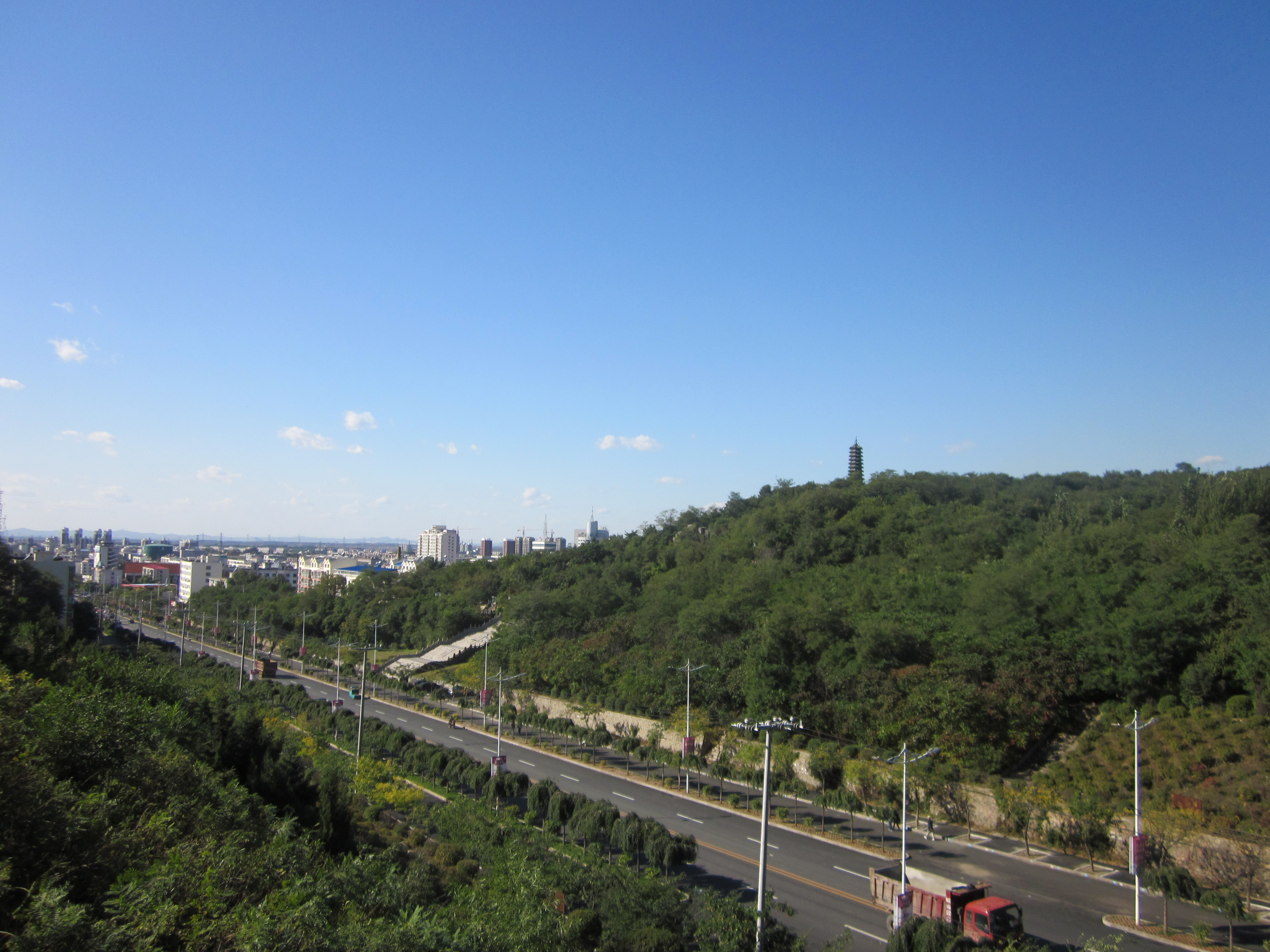
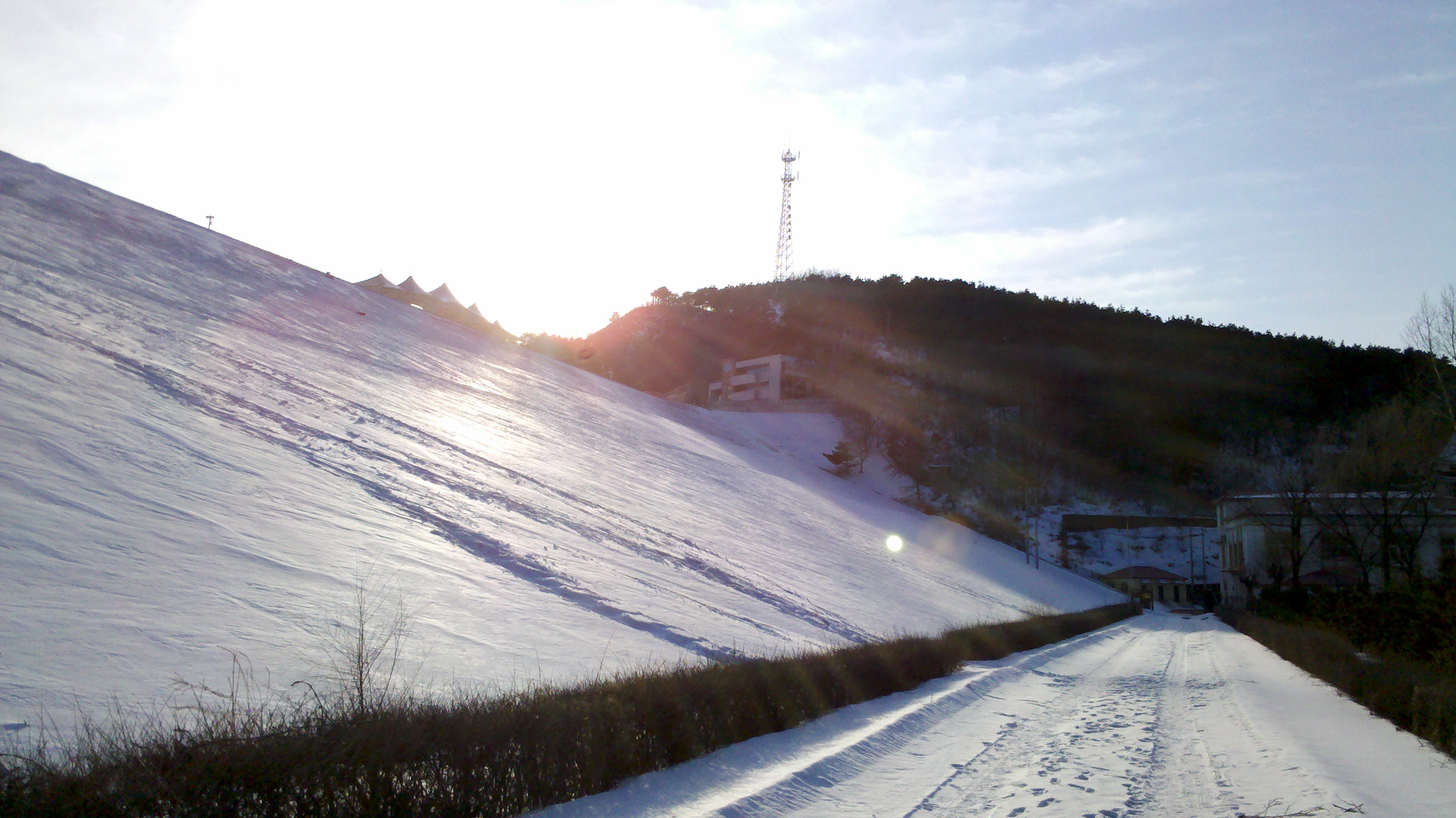
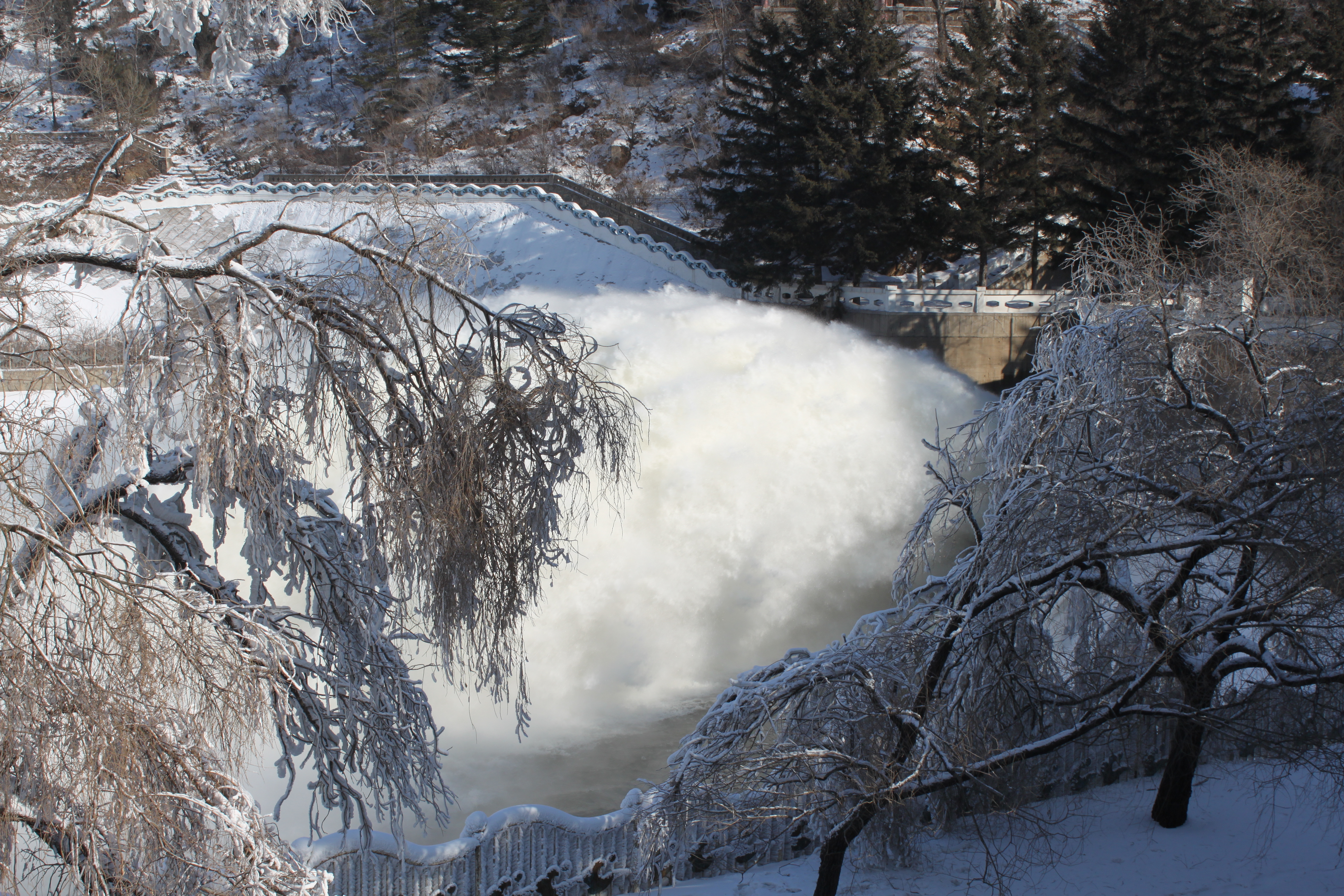
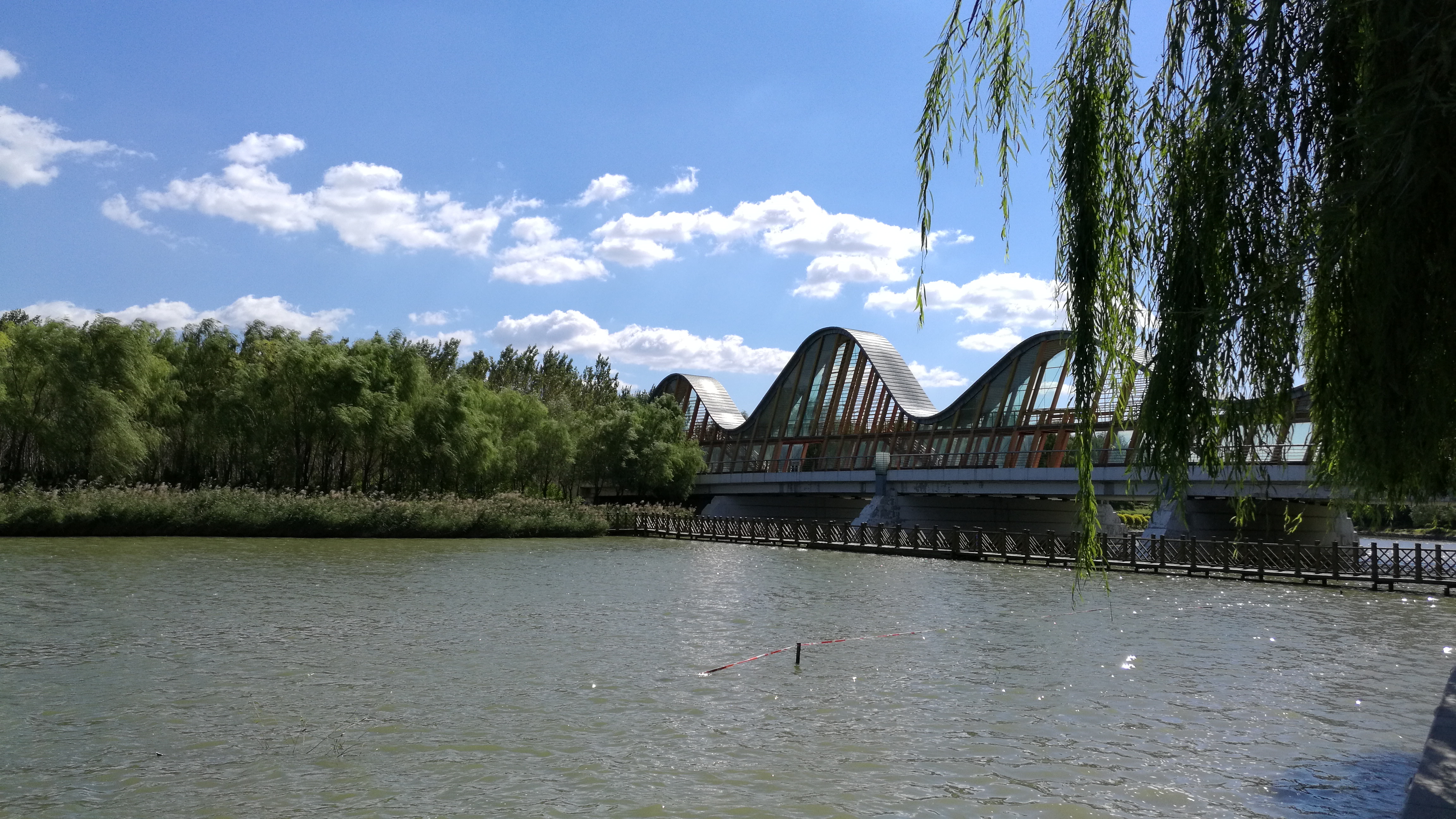
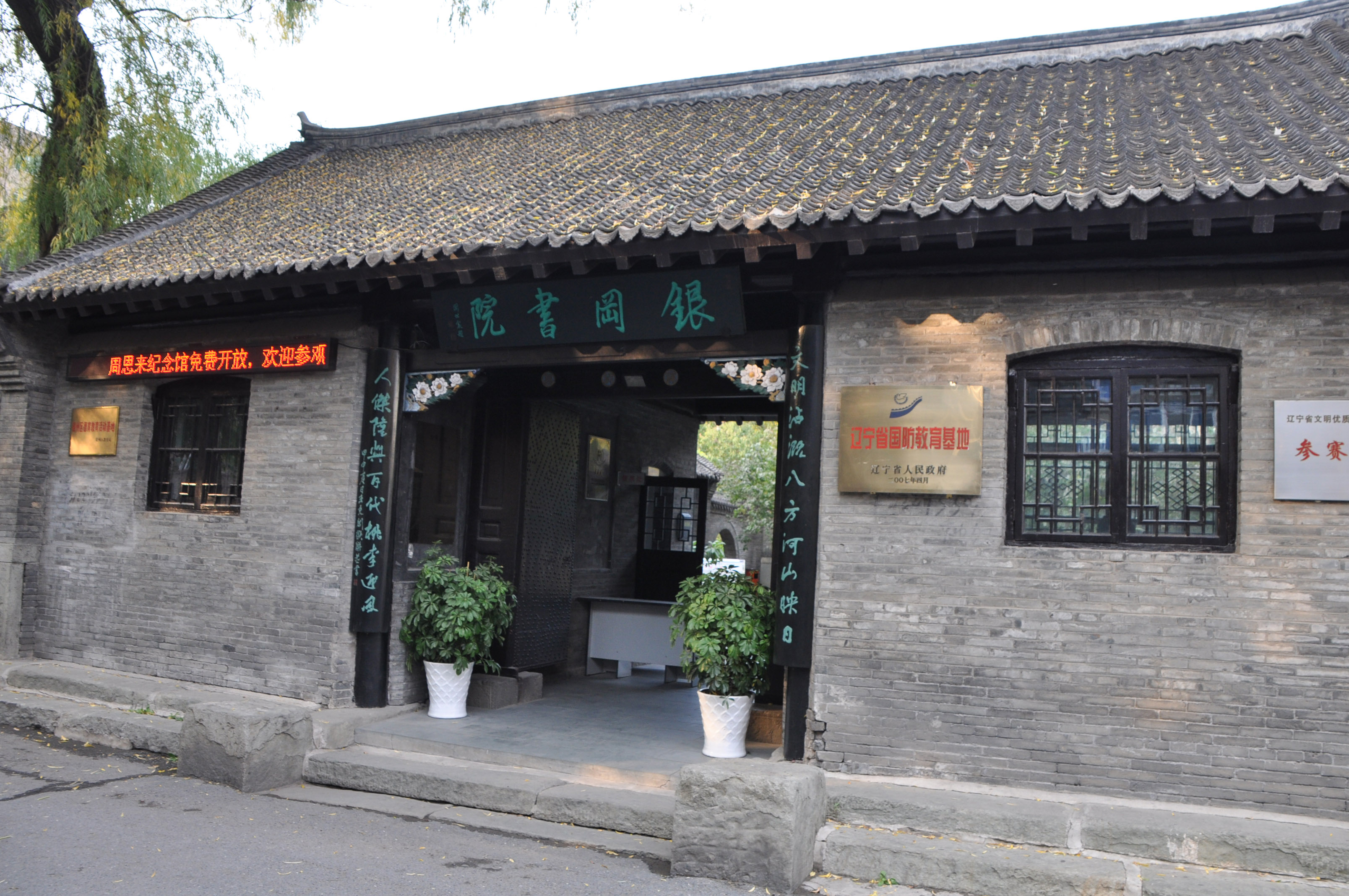

## التقسيمات الإدارية
- Yinzhou District, Tieling [الإنجليزية]‏
- Qinghe District, Tieling [الإنجليزية]‏
- Tieling County [الإنجليزية]‏
- Xifeng County, Liaoning [الإنجليزية]‏
- Changtu County [الإنجليزية]‏
- Diaobingshan [الإنجليزية]‏
- كايوان، لياونينغ.

## أعلام
- تشاو بنشان
- وانغ جياو
- قو دان
- يان هونج